# Mistrzostwa Stanów Zjednoczonych w Lekkoatletyce 2011
Mistrzostwa Stanów Zjednoczonych w Lekkoatletyce 2011 – zawody lekkoatletyczne, które rozegrano pomiędzy 23 i 26 czerwca na stadionie uniwersyteckim w Eugene. Impreza była kwalifikacją do reprezentacji USA na mistrzostwa świata, które na przełomie sierpnia i września odbędą się w Taegu. 
Rywalizacja w siedmioboju i dziesięcioboju zaliczana była do cyklu IAAF Combined Events Challenge. 

## Rezultaty
| WL – najlepszy wynik na świecie w sezonie 2011 \| PB – rekord życiowy \| SB – najlepszy wynik w sezonie \| NR – rekord Stanów Zjednoczonych |

### Mężczyźni
| Konkurencja:                  | 1. miejsce         | Rezultat         | 2. miejsce         | Rezultat      | 3. miejsce       | Rezultat      |
| Bieg na 100 m                 | Walter Dix         | 9,94 SB          | Justin Gatlin      | 9,95 SB       | Michael Rodgers  | 9,99          |
| Bieg na 200 m                 | Walter Dix         | 19,95w           | Darvis Patton      | 19,98w        | Jeremy Dodson    | 20,07w        |
| Bieg na 400 m                 | Tony McQuay        | 44,68 PB         | Jeremy Wariner     | 44,98         | Greg Nixon       | 44,98 SB      |
| Bieg na 800 m                 | Nicholas Symmonds  | 1:44,17 SB       | Khadevis Robinson  | 1:44,49 SB    | Charles Jock     | 1:44,67 PB    |
| Bieg na 1500 m                | Matthew Centrowitz | 3:47,63          | Bernard Lagat      | 3:47,96       | Leonel Manzano   | 3:48,16       |
| Bieg na 5000 m                | Bernard Lagat      | 13:23,06         | Chris Solinsky     | 13:23,65      | Galen Rupp       | 13:25,52 SB   |
| Bieg na 10 000 m              | Galen Rupp         | 28:38,17 SB      | Matt Tegenkamp     | 28:39,97      | Scott Bauhs      | 28:40,51      |
| Bieg na 3000 m z przeszkodami | William Nelson     | 8:28,46          | Daniel Huling      | 8:29,27       | Kyle Alcorn      | 8:29,44       |
| Bieg na 110 m przez płotki    | David Oliver       | 13,04            | Aries Merritt      | 13,12         | Jason Richardson | 13,15         |
| Bieg na 400 m przez płotki    | Jeshua Anderson    | 47,93 PB         | Bershawn Jackson   | 47,93 SB      | Angelo Taylor    | 47,94 SB      |
| Chód na 20 000 m              | Trevor Barron      | 1:23:25,10 NR PB | John Nunn          | 1:23:51,73 PB | Patrick Stroupe  | 1:26:29,44 PB |
| Skok wzwyż                    | Jesse Williams     | 2,37 WL PB       | Dusty Jonas        | 2,31          | Erik Kynard      | 2,28          |
| Skok o tyczce                 | Derek Miles        | 5,66             | Jeremy Scott       | 5,60          | Nick Mossberg    | 5,54          |
| Skok w dal                    | Marquise Goodwin   | 8,33w            | Will Claye         | 8,19w         | Jeremy Hicks     | 8,10w         |
| Trójskok                      | Christian Taylor   | 17,49w           | Will Claye         | 17,09w        | Walter Davis     | 17,02 SB      |
| Pchnięcie kulą                | Adam Nelson        | 22,09 SB         | Christian Cantwell | 21,87 SB      | Reese Hoffa      | 21,86         |
| Rzut dyskiem                  | Jarred Rome        | 63,99            | Jason Young        | 63,81 SB      | Lance Brooks     | 63,42         |
| Rzut młotem                   | Kibwe Johnson      | 80,42 PB         | Michael Mai        | 74,69 SB      | Matthew Dibuono  | 73,06 PB      |
| Rzut oszczepem                | Mike Hazle         | 78,22            | Sean Furey         | 77,99         | Cyrus Hostetler  | 77,84 SB      |
| Dziesięciobój                 | Ashton Eaton       | 8729 pkt. WL PB  | Jon Harlan         | 8011 pkt. PB  | Miller Moss      | 7878 pkt.     |

### Kobiety
| Konkurencja:                  | 1. miejsce              | Rezultat      | 2. miejsce                | Rezultat      | 3. miejsce           | Rezultat      |
| Bieg na 100 m                 | Carmelita Jeter         | 10,74w        | Marshevet Myers           | 10,83w        | Mikele Barber        | 10,96w        |
| Bieg na 200 m                 | Shalonda Solomon        | 22,15 PB      | Carmelita Jeter           | 22,23 PB      | Jeneba Tarmoh        | 22,28 PB      |
| Bieg na 400 m                 | Allyson Felix           | 50,40         | Francena McCorory         | 50,49 PB      | Debbie Dunn          | 50,70 SB      |
| Bieg na 800 m                 | Alysia Montano          | 1:58,33 SB    | Maggie Vessey             | 1:58,86 SB    | Alice Schmidt        | 1:59,21 SB    |
| Bieg na 1500 m                | Morgan Uceny            | 4:03,91 SB    | Jennifer Simpson          | 4:05,66 SB    | Shannon Rowbury      | 4:06,20 SB    |
| Bieg na 5000 m                | Molly Huddle            | 15:10,01 SB   | Amy Hastings              | 15:14,31 PB   | Angela Bizzarri      | 15:16,04 PB   |
| Bieg na 10 000 m              | Shalane Flanagan        | 30:59,97      | Kara Goucher              | 31:16,65 SB   | Jennifer Rhines      | 31:30,37 SB   |
| Bieg na 3000 m z przeszkodami | Emma Coburn             | 9:44,11       | Bridget Franek            | 9:44,90       | Delilah DiCrescenzo  | 9:46,31 SB    |
| Bieg na 100 m przez płotki    | Kellie Wells            | 12,50 WL PB   | Danielle Carruthers       | 12,59 SB      | Dawn Harper          | 12,65         |
| Bieg na 400 m przez płotki    | Lashinda Demus          | 54,21         | Queen Harrison            | 54,78 SB      | Jasmine Chaney       | 55,22 PB      |
| Chód na 20 000 m              | Maria Michta            | 1:34:51,47 PB | Teresa Vaill              | 1:35:35,92 SB | Lauren Forgues       | 1:37:40,86 PB |
| Skok wzwyż                    | Brigetta Barrett        | 1,95 PB       | Elizabeth Patterson       | 1,89 SB       | Inika Mcpherson      | 1,86 SB       |
| Skok o tyczce                 | Kylie Hutson            | 4,65 PB       | Jennifer Suhr             | 4,60 SB       | Lacy Janson          | 4,50 SB       |
| Skok w dal                    | Brittney Reese          | 7,19 WL PB    | Janay DeLoach             | 6,97 PB       | Funmi Jimoh          | 6,88          |
| Trójskok                      | Amanda Smock            | 14,07 PB      | Crystal Manning           | 13,97 SB      | Toni Smith           | 13,52w        |
| Pchnięcie kulą                | Michelle Carter         | 19,86 PB      | Jillian Camarena-Williams | 19,85 PB      | Sarah Stevens-Walker | 18,12 SB      |
| Rzut dyskiem                  | Stephanie Brown Trafton | 63,35         | Aretha Thurmond           | 62,87         | Gia Lewis-Smallwood  | 60,53         |
| Rzut młotem                   | Jessica Cosby           | 71,33         | Amber Campbell            | 70,07         | Keelin Godsey        | 68,90 PB      |
| Rzut oszczepem                | Kara Patterson          | 59,34         | Rachel Yurkovich          | 54,91         | Alicia DeShasier     | 54,01         |
| Siedmiobój                    | Sharon Day              | 6058 pkt.     | Ryann Krais               | 6030 pkt.     | Chantae McMillan     | 6003 pkt.     |